# シェーン・パーキンス
シェーン・パーキンス（Shane Perkins、1986年12月30日 - ）は、オーストラリア、メルボルン出身の自転車競技（トラックレース）選手。2009年4月より、競輪選手短期免許を取得。日本の競輪には、短期登録選手制度で2017年度、2019年度、出場。

## 経歴
父、ダリル・パーキンス（Daryl Perkins）も元トラックレースの選手であり、1964年東京オリンピックに出場した他、1966年のコモンウェルスゲームズ・スプリントで3位入賞の実績がある。夫人はライアン・ベイリーの妹で、元自転車競技選手のクリスティン・ベイリー。
2004年
- ジュニア世界選手権自転車競技大会のスプリント、ケイリンを制し二冠を達成。

2006年
- トラックレース世界選手権
  - チームスプリントにおいて、チームの一員として3位に貢献した。
- コモンウェルスゲームズ
  - チームスプリント 3位

ここまでの戦績を見る限り、将来のオーストラリア短距離界のホープとして大いに期待されていた。ところが、自らの事件でレースキャリアに傷をつけてしまう。
2007年
- 5月26日、アデレードのナイトクラブで、泥酔の上暴行事件を起こした[1]。
- 6月8日、オーストラリア自転車競技連盟より、3ヶ月間の出場停止処分及び1000オーストラリアドルの罰金支払い命令が下された。

2008年
- トラックレース豪州選手権において、同年開催の北京オリンピック代表へのチャンスをオーストラリア車連より与えられ、チームスプリントでは優勝を果たした。しかしスプリント準決勝において、最後の代表の座を争っていたライアン・ベイリーに敗れて3位に終わり、オリンピック出場の夢を絶たれた。

2009年
- トラックレース豪州選手権において、スプリント、チームスプリント、ケイリン、1kmタイムトライアルの短距離系4種目完全制覇を達成。
- 2008年～2009年のトラックワールドカップ・スプリント部門において総合優勝を果たした。
- 4月より、上述の通り2年間の競輪選手短期免許を取得して日本の競輪競走に出走。競輪における体当たりを伴う「横の競走」にも強く、2009年は42戦25勝、優勝5回、勝率59.5％、2連帯率76.1％、3連帯率80.9％といった成績を収めた。

2010年
- 世界選手権・スプリント2位。
- 前年に引き続き短期免許を取得した競輪では、通算33戦19勝 2着5回 優勝4回。

2011年
- 世界選手権
  -  ケイリン決勝で、同大会同種目において出場機会3連続優勝中のクリス・ホイを破り優勝。自身初の世界一を達成。
- 競輪選手短期登録免許を更新したため、同年も競輪に参加予定だったが、東日本大震災の影響により、来日中止となった。

2012年
- 世界選手権
  -  チームスプリント決勝（+ スコット・サンダーランド、マシュー・グレーツァー）で、予選首位通過のフランスを1000分の1秒差下し優勝。
- ロンドンオリンピック
  - チームスプリント 4位
  -  スプリント 3位
  - ケイリン 5位。

2013年
- 9月8日の名古屋競輪4日制FI第10R一次予選にて、10秒4の上がりタイムで1着（翌日以降も10秒5、10秒5、10秒6と連勝し、完全優勝）。同場のバンクレコードを更新した（従来は金古将人の10秒6）。さらに、19年4か月振りの日本の400mバンクにおける記録更新ともなった（従来は平塚競輪場における吉岡稔真の10秒5）[2]。

2016年
- 4月、UCI承認トラックチーム「Dream Seeker」に、発足メンバーとして参加（代表は新田祐大）[3]。